# دوري الدرجة الثانية البيروي 1945
دوري الدرجة الثانية البيروفي 1945 هو موسم من دوري الدرجة الثانية البيروفي ‏. فاز فيه Santiago Barranco ‏.